# Aubrey Scotto
Pour les articles homonymes, voir Scotto.
Aubrey Scotto, né le 21 août 1895 à Los Angeles, Californie, États-Unis et mort le 24 juin 1953 à Los Angeles, Californie), est un réalisateur, scénariste et monteur américain.

## Filmographie

### Comme réalisateur
- 1930 : Naughty-Cal
- 1931 : Taxi Tangle
- 1931 : Musical Justice
- 1932 : Your Hat
- 1932 : Walking the Baby
- 1932 : Uncle Moses
- 1932 : A Rhapsody in Black and Blue
- 1932 : Old Man Blues
- 1932 : Knowmore College
- 1932 : Ireno
- 1932 : The Babbling Book
- 1932 : The Divorce Racket
- 1933 : Let's Dance
- 1934 : I Hate Women
- 1934 : Tres Amores
- 1935 : Smart Girl (en)
- 1935 : 1,000 Dollars a Minute
- 1935 : Hitch Hike Lady (en)
- 1936 : Palm Springs
- 1936 : Ticket to Paradise
- 1936 : Suivez votre cœur (Follow Your Heart)
- 1936 : Happy Go Lucky
- 1937 : Blazing Barriers
- 1938 : Un amour de gosse (Little Miss Roughneck)
- 1938 : Gambling Ship
- 1939 : I Was a Convict

### Comme scénariste
- 1930 : Naughty-Cal
- 1932 : Ireno

### Comme monteur
- 1925 : The Only Thing
- 1928 : Les Vikings (The Viking) de Roy William Neill
- 1935 : Mondes privés (Private Worlds)